# قناة الأولى (المغرب)
الأولى هي أول قناة تلفزيونية في المغرب تابعة للشركة الوطنية للإذاعة والتلفزة. وتقدم كل برامجها والمعلومات والثقافية والترفيه لمشاهديها والمواطنين في المغرب وفي العالم العربي وأوروبا.

## تاريخ القناة
بدأت القناة الوطنية المغربية ببث برامجها بالأبيض والأسود غداة الاستقلال، وذالك في الثالث من مارس 1961. ولم يبدأ البث بالألوان (سيكام ب) إلا سنة 1973. عندما تقرر بث خطاب العرش لسنة 1973 بالألوان، وقبل ذلك كان كل ما يبث في التلفزيون المغربي بالأبيض والأسود، باستثناء بعض المسلسلات الأجنبية المصورة أصلا بالألوان.
وانطلاقا من 3 مارس 1993 دخلت الإذاعة الوطنية حقبة البث عبر الأقمار الاصطناعية، وذلك عن طريق القمر الاصطناعي «أوتيل سات» وبذلك تكون الإذاعة الوطنية قد دخلت العالم الرقمي للبث والتسجيل على غرار الإذاعات الدولية.
في 28 أبريل 2007، تم تغيير الإسم من التلفزة المغربية إلى قناة الأولى، وتقديم شبكة جديدة من البرامج.

## التنظيم

### الوضع القانوني للقناة
مر الوضع القانوني للتلفزة المغربية بشكل تدريجي من الكفاءة القانونية والاستقلالية المالية إلى مؤسسة عمومية ثم الإدماج في الإدارة المركزية لوزارة الاتصال بميزانية ملحقة.

### رأسمال القناة
الأولى هي ملك الشركة الوطنية للإذاعة والتلفزة وهي شركة مساهمة خاضعة للقانون المغربي، يوجد رأسمالها الكلي في ملك الدولة.
وتؤمن توازن ميزانيتها عن طريق منحة من الدولة بالإضافة إلى ضريبة على شكل مساهمة تضاف إلى فاتورة استهلاك الطاقة من طرف الأسر المغربية، زيادة على فائض مداخيل المصلحة المستقلة للإشهار (SAP) أو مداخيل ظرفية عن عائدات الخدمات.
وخلال سنتي 1995 و1996 وفر وزير الإتصال للقناة غلافا ماليا قدره 13 مليون درهم، ميزانية عمل هذه المنظمة عرفت ارتفاعا ملحوظا خلال سنة 1996 حيث بلغت 598 مليون درهم للسنة المالية 1996-1997.

## العنوان
- زنقة البريهي ص ب 1042 - الرباط
- هاتف: 49 47 70/72 48 70/63 49 70/85 68 76 037
- الفاكس: 88 68 76 037

## برامج القناة
تعرض القناة برامج منها:
- برنامج لالة لعروسة
- سيتكوم الدرب
- سوحليفة
- سلسلة علال وكاميليا
- مسلسل الوجه الآخر
- مسلسل الصفحة الأولى
- سلسلة مرضي ميمتو
- الحب المجهول (فيلم)
- برنامج كوميديا
- برنامج كوميديا شو
- برنامج 45 دقيقة
- برنامج أمودو
- برنامج حنان نيت
- برنامج مداولة
- مسلسل خط الرجعة
- مسلسل من دار لدار
- مسلسل احلام نسيم
- سلامة ريحانة
- مسلسل زينة الحياة
- مسلسل هنية و مبارك و مسعود
- ولادي (مسلسل)
- دموع وردة (مسلسل)
- مسلسل الدنيا دوارة
- مسلسل الماضي لا يموت
- عيون غائمة (مسلسل)
- ولاد المختار (مسلسل)
- مسلسل قضية العمر
- مسلسل دار الغزلان (الجزء الأول والثاني)
- مسلسل ساعة في الجحيم
- مسلسل لبريكاد
- قضايا وآراء
- برنامج ضيف الأولى
- برنامج مشارف
- برنامج الوسيط
- برنامج في الذاكرة
- برنامج أطفال على بال
- برنامج نادي المرح
- برنامج بغيت نكون
- مسلسل وعدي (الجزء الأول والثاني)
- stand up (برنامج كوميدي)
- مسلسل حياتي
- مسلسل الله يسامح
- مسلسل رضاة الوالدة (الجزء الأول والثاني)
- مسلسل ولا عليك
- مسلسل قلوب تائهة
- مسلسل ماشي بحالهم
- مسلسل زواجي محال
- مسلسل عز المدينة
- الكلام المرصع
- الهودج
- برنامج صدى الإبداع
- شاشات
- صناع الفرجة
- متألقات
- العالم الرياضي
- في الصميم
- كمبارس (فيلم)
- وراء المرآة (فيلم)
- الشاهدة (فيلم)
- ياك أجرحي (فيلم)
- خفة الرجل (فيلم)
- الشوط الثاني (فيلم)
- 360 درجة (فيلم)
- لبس قدك (فيلم)
- الخطيب (فيلم)
- التقشيرة (فيلم)
- مول الهوندا (فيلم)
- الكديديب (فيلم)
- الأستاذ (فيلم)
- النجم (فيلم)
- عام في الغربة (فيلم)
- كاميرا ضاحكة
- مسلسل نعام ألالة
- مسلسل بابو على بابي
- مسلسل المدير العام
- سهرة نجوم الأولى
- مسلسل ستون لكلام

## أنظر أيضاً
- العيون الجهوية
- الشركة الوطنية للإذاعة والتلفزة
- دوزيم
- قائمة بلعوشي

## وصلات خارجية
- موقع القناة الأولى على الأنترنت